# Király Levente (költő)
Király Levente (Szeged, 1976. november 13. –) író, költő, szerkesztő.

## Életpályája
1995–2001 között az ELTE Bölcsészettudományi Kar magyar-kommunikáció szakos hallgatója volt. 1996–2000 között a Sárkányfű című irodalmi folyóirat alapító szerkesztője volt. 2000–2002, majd 2008–2015 között a Magvető Könyvkiadó szerkesztője. 2015 márciusától a Corvina Könyvkiadó szerkesztője. 2017-től a Corvina főszerkesztője, 2021-től igazgatója. Gérecz Attila-díját, tiltakozásul a díjalapító zaklatási ügye miatt, 2017 decemberében visszaadta.

## Művei
- A legkisebb (versek, JAK-Kijárat, 2000)
- Így irtok én (paródiák, Korona Kiadó, 2004)
- Szánalmasan közel (versek, Parnasszus könyvek, 2005)
- Nincs arany közép (versek, Magvető, 2007)
- Hová menekülsz (novellák, L'Harmattan, 2010)
- Énekek éneke (regény, L'Harmattan, 2011)
- Égre írt könyv (regény, L'Harmattan, 2013)
- Pergamen (versek, L'Harmattan, 2014)
- Диктати (bolgár nyelven, novellák, 2015)
- Van egy kutyánk... (gyerekversek, Igor Lazin rajzaival, Manó Könyvek, 2016)

## Díjak, elismerések
- Gérecz Attila-díj (2000)
- Móricz Zsigmond-ösztöndíj (2001)
- NKA alkotói ösztöndíj (2009, 2014)